# America's Suitehearts
«America's Suitehearts» es el cuarto sencillo de Fall Out Boy de su cuarto álbum de estudio Folie à Deux. Fue lanzado el 16 de diciembre de 2008. Es un sencillo exclusivo de iTunes.

## Videoclip
El video del sencillo muestra los efectos de los medios y las estrellas de cine actual en la gente ordinaria, y muestra a cuatro personajes (Representados por los integrantes de Fall Out Boy mismos) mencionados en otras canciones del disco, tales como Mr. Benzedrine (De 20 Dollar Nose Bleed) por Patrick Stump, Donnie, the Catcher (De What a Catch, Donnie) por Andy Hurley, The Luckiest Man Horse Shoe Crab (De The (Shipped) Gold Standard) por Joe Trohman, y Mr. Sandman (De Headfirst Slide into Cooperstown on a Bad Bet) por Pete Wentz.

## Posición en las listas
| Lista (2008–2009)                | Posición más alta |
| -------------------------------- | ----------------- |
| Australian Singles Chart         | 26                |
| U.S. Billboard Hot 100           | 78                |
| U.S. Billboard Pop 100           | 51                |
| U.S. Billboard Mainstream Top 40 | 30                |
| U.S. Billboard Hot Digital Songs | 71                |
| UK Singles Chart                 | 76                |